# Interzona
Interzona è una Associazione di Promozione Sociale indipendente che ha sede nel Magazzino 22 degli ex Magazzini Generali di Verona. L'associazione oltre alla propria programmazione cura in cooperazione con altre associazioni, enti ed istituzioni, alcuni festival, rassegne ed eventi culturali focalizzando la propria attenzione su varie discipline artistiche: musica, teatro, cinema e arti visive. L'associazione conta ogni anno oltre 6.000 tesserati.

## Storia
L'Associazione Culturale Interzona nasce nel 1992 al fine di gestire lo spazio interno agli ex Magazzini Generali denominato Stazione Frigorifera Specializzata dopo un periodo di abbandono durato più di trent'anni, affermandosi anche come una delle prime realtà di dismissione creativa attuata in Italia. Notevole esempio di archeologia industriale in stile razionalista del 1929, questo luogo rimase la sede dell'Interzona fino al 2004, anno in cui l'Interzona si trasferì nel Magazzino 22 Il centro inaugura la sua attività il 31 dicembre del 1993 e l'associazione che lo gestisce, indirizzandone inizialmente le attività in campo sia artistico che sociale, si ispirò alle realtà della Berlino post muro e della scena underground londinese, organizzando eventi culturali che guardavano alla ricerca e alla sperimentazione, ospitando musicisti, artisti e creativi, ma anche organizzando e partecipando a carovane pacifiste nella ex-Jugoslavia in guerra..
Nel 2000 il progetto Prototipo autogestito da Fanny & Alexander, Masque Teatro, Motus e Teatrino Clandestino e da Interzona nell'ambito della Biennale di Venezia vince il Premio Ubu.
Nel 2008  Interzona entra a far parte del circuito internazionale Trans Europe Halles, che conta 48 membri in 24 paesi, unendo proposte anche molto diverse fra loro che cooperano facendo convivere proposte culturali indipendenti e multidiscplinari.
Dal 2009 vengono inaugurate le rassegne Una Certa Idea dell'Italia diretta da Simone Menegoi, rassegna di videoarte che ha visto la partecipazione di alcuni dei più importanti videoartisti italiani, fra cui Nico Vascellari, Carloni & Franceschetti, Diego Perrone, Zapruder filmmakersgroup e Are We HUMAN rassegna di Arte scenica in cui vengono presentati artisti della performance art e del teatro di ricerca italiano. In passato hanno presentato loro lavori in questo contesto artisti come Pippo Delbono, Chiara Frigo, Barokthegreat, Romeo Castellucci/Socìetas Raffaello Sanzio, Black Fanfare+Dewey Dell, Alessandro Sciarroni, Rotozaza, Cristina Rizzo, Babilonia Teatri, Teatro Valdoca, Mariangela Gualtieri.

## Lo spazio
Interzona vede al proprio interno uno spazio multifunzionale di oltre 1000 m², una sala concerti, una saletta Dj, un'area riviste e wireless ed un Bar.

## Alcuni artisti e musicisti presentati a Interzona
- Afraid!
- Babilonia Teatri
- Bachi da pietra
- Barokthegreat
- Cesare Basile
- Black Fanfare
- The Black Heart Procession
- Black Mountain
- Blixa Bargeld
- Jon Spencer Blues Explosion
- Bologna Violenta
- Built to Spill
- Calibro 35
- Carloni & Franceschetti
- Romeo Castellucci
- Rhys Chatham
- Chicks on Speed
- Emidio Clementi
- Crysrtal antlers
- Pippo Delbono
- Dente
- Devendra Barnhart
- Dewey Dell
- Matt Elliott
- The Ex
- Factory Floor
- Fanny & Alexander
- Faust
- The Field
- Chiara Frigo
- Fugazi
- Giant Sand
- Giardini di Mirò
- Mariangela Gualtieri
- Howie B
- J Mascis
- Lightning Bolt
- Kings of Convenience
- Arto Lindsay
- Massimo Volume
- Massive Attack
- Masque Teatro
- The Mojomatics
- Jason Molina
- Movie Star Junkies
- Bob Mould
- Mouse on mars
- Motus
- My Awesome Mixtape
- Nosaj Thing
- Offlaga Disco Pax
- Oneida
- OvO
- Pathosformel
- Mike Patton
- Pink Mountaintops
- La Quiete
- Liars
- Le luci della centrale elettrica
- Cristina Rizzo
- Ronin
- Alessandro Sciarroni
- Shellac
- Socìetas Raffaello Sanzio
- Sophia
- Sunn O)))
- Il Teatro degli Orrori
- Teatro Valdoca
- Trans Am
- Teatrino Clandestino
- Uzeda
- Nico Vascellari
- Vladislav Delay
- Wolf Eyes
- ZAPRUDER filmmakersgroup
- Zen Circus
- Zu